# Matejka Mohorič
Matejka Mohorič, slovenska biatlonka, * 17. julij 1978, Kranj.
Mohoričeva je za Slovenijo nastopila na Zimskih olimpijskih igrah 1998 v Naganu, kjer je bila članiva slovenske ženske štafete 4 x 7,5 km, ki je tam osvojila deveto mesto.